# Tito (Basilikata)

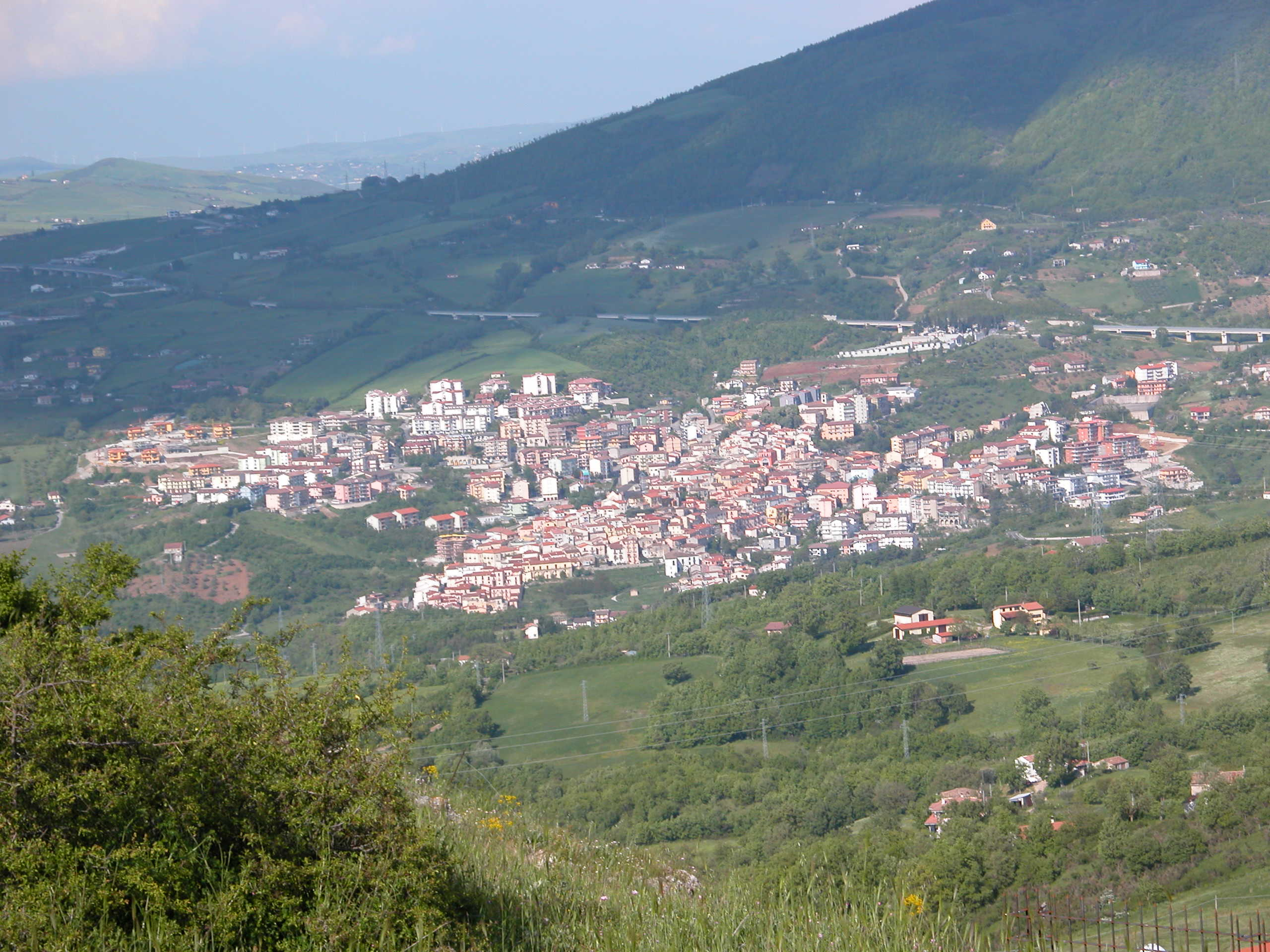
Panorama von Tito

Tito ist eine süditalienische Gemeinde (comune) mit 7053 Einwohnern (Stand 31. Dezember 2023) in der Provinz Potenza in der Basilikata. Die Gemeinde liegt etwa 12 Kilometer westsüdwestlich von Potenza. Die Gemeinde ist Teil der Comunità montana Melandro.

## Geschichte
Mit der Zerstörung des Ortes Satriano, dem antiken Satrianum, im frühen 15. Jahrhundert, wuchs die Bevölkerungszahl Titos erheblich.

## Verkehr
Mit der Schnellstraße, dem Raccordo Autostradale 5 von Sicignano degli Alburni (Autostrada A2) nach Potenza, und der Strada Statale 95 di Brienza ist die Gemeinde gut an das Verkehrsnetz Italiens angeschlossen.
Der Bahnhof Titos liegt etwas außerhalb an der Bahnstrecke Battipaglia–Potenza–Metaponto.